# Keith Power
Keith Power (Terranova, ...) è un compositore canadese.
Ha composto musiche per film, serie televisive e videogiochi, tra cui: 5 appuntamenti per farla innamorare, Hawaii Five-0 e Warframe.

## Filmografia parziale

### Cinema
- The Hard Easy, regia di Ari Ryan (2006)
- 5 appuntamenti per farla innamorare (I Hate Valentine's Day), regia di Nia Vardalos (2009)
- In Their Skin, regia di Jeremy Power Regimbal (2012)
- 3 Days in Havana, regia di Gil Bellows e Tony Pantages (2013)
- L'inventore di giochi (The Games Maker), regia di Juan Pablo Buscarini (2014)
- Criminal, regia di Ariel Vromen (2016)

### Televisione
- Heartland – serie TV (2007-in corso)
- Hawaii Five-0 - serie TV, 239 episodi (2010-2020)
- MacGyver – serie TV, 90 episodi (2016-2021)
- Magnum P.I. – serie TV, 93 episodi (2018-2024)
- Son of a Critch – serie TV, 52 episodi (2022-2025)
- The Way Home – serie TV (2023-2025)

## Videogiochi
- Dark Sector (2008)
- Warframe (2013)

## Premi
- BMI Film & TV Award - vinto nel 2018 per Hawaii Five-0 in collaborazione con Brian Tyler e per MacGyver.[3]